# Verzorgingsplaats Han Stijkel
Verzorgingsplaats Han Stijkel is een Nederlandse verzorgingsplaats langs de A6 Joure-Muiderberg tussen afritten 14 en 13 bij Tollebeek in de Nederlandse gemeente Noordoostpolder.
De verzorgingsplaats is genoemd naar de verzetsheld Han Stijkel. In de omgeving van deze verzorgingsplaats zijn diverse wegen en hoofdwatergangen genoemd naar mensen die zijn omgekomen in de Tweede Wereldoorlog in hun strijd tegen de bezetters, zoals Johannes Post, Hannie Schaft en Karel Doorman. De weg die het dichtst bij deze verzorgingsplaats ligt is de Han Stijkelweg en de watergang met de naam Han Stijkeltocht komt zelfs uit op de verzorgingsplaats. Ook in de rest van Nederland zijn overigens diverse plekken naar hem genoemd.
Esso is eigenaar van het station. In 2017 werden middels een veiling de huurrechten van het pompstation verkocht.
Richting Joure:
Lepelaar · 
Oeverwal · 
De Abt · 
Wellerzand · 
De Lanen
Richting Muiderberg:
De Wiel · 
Lemsterhop · 
Han Stijkel · 
Rivierduin · 
Aalscholver